# سياسة خضراء
سياسة خضراء (أو السياسة البيئية) هي أيديولوجيا سياسية تسعى لخلق مجتمع مستدام بيئياً تتجذر فيه البيئية واللاعنف والعدالة الاجتماعية والديمقراطية القاعدية. بدأت تتبلور معالمه في العالم الغربي خلال سبعينيات القرن الماضي، ومنذ حينها نمت أحزاب الخضر وتأسست في كثير من الدول حول العالم، وأحرزت بعض النجاح الانتخابي.
ارتبط استخدام مصطلح "الخضر" بمعناه السياسي في بداية الأمر بحزب "تحالف 90/الخضر (بالألمانية: "die Grünen") الذي تأسس في أواخر السبعينيات. أحياناً ما يُستخدم مصطلح "علم الببئة السياسي" في الأوساط الأكاديمية ولكنه أصبح يستخدم بغرض الإشارة لفرع دراسة متداخل الاختصاصات يقدم مجال واسع من الدراسات التي تدمج العلوم الاجتماعية البيئية مع الاقتصاد السياسي في مواضيع مثل التدهور والاستبعاد الاجتماعي والصراع البيئي والحفاظ والتحكم والهويات البيئية والحركات الاجتماعية.
يشترك الداعمون للسياسة الخضراء في كثير من أفكارهم مع حركات علم البيئة والحفاظ ومذهب البيئية والنسوية وحركة السلام. وفضلاً عن تركيزها على الديمقراطية والقضايا البيئية تعنى سياسة الخضر بالحريات المدنية والعدالة الاجتماعية واللاعنف وأحياناً مختلف أنواع القضايا المحلية، وتميل لتأييد التقدمية الاجتماعية. عموماً تعتبر منصات أحزاب الخضر يسارية من ناحية موقعها على الطيف السياسي.
ترتبط أيديولوجيا الخضر مع مختلف الإيديولوجيات السياسية الأخرى التي تجعل من القضايا البيئية محور اهنمامها مثل الاشتراكية البيئية واللاسلطوية البيئية والنسوية البيئية. وهناك نقاش حول مدى قابلية اعتبار هذه الإيدولوجيات كفروع عن سياسة الخضر.
ترافق تطور الفلسفة السياسية اليسارية للخضر مع ظهور حركات يمينية معاكسة لها ركزت على مسائل بيئية مثل المحافظة الخضراء والرأسمالية البيئية.

## التاريخ

### العوامل المؤثرة
يميل مناصرو السياسة الخضراء لاعتبارها تمثل جزءاً من وجهة نظر عالمية أعلى ولا ينظرون لها على أنها أيديولوجيا سياسية. تستمد السياسة الخضراء موقفها الأخلاقي من مصادر عدة تبدأ من قيم الشعوب الأصلية في العالم الجديد لتصل إلى أخلاقيات غاندي وسبينوزا وأوكسكول. أثرت هذه الشخصيات على تفكير الخضر من خلال دعمها للتطلع نحو الأجيال القادمة وتحمل كل فرد المسؤولية الشخصية حتى يتبنى خياراته الأخلاقية.
نشأ مفهوم «البيئية» (أو «المذهب البيئي») نتيجة عدم الرضا تجاه العواقب السلبية الصادرة عن تصرفات الإنسان حيال الطبيعة من حولهم. فقد اشتكى المعلقون الاجتماعيون من حقب قديمة في روما القديمة والصين من تلوث الهواء والماء والثلوث الضجيجي.
يمكن تتبع الجذور الفلسفية للمذهب البيئي حتى مفكري التنوير مثل روسو في فرنسا والكاتب والطبيعاني ثورو في الولايات المتحدة. بدأ المذهب البيئي يأخذ شكلاً منتظماً في أوروبا والولايات المتحدة خلال أواخر القرن التاسع عشر، كردة فعل على الثورة الصناعية التي شددت على إطلاق العنان للتوسع الاقتصادي دون قيود.
بدأت ”السياسة الخضراء“ قي البداية على هيئة حركات حفاظ ووقاية مثل نادي سييرا الذي تأسس في سان فرانسيسكو عام 1892.
قامت منابر يسار الخضر من الشكل الذي تتبع له أحزاب الخضر اليوم باشتقاق مصطلحات من علم البيئة والسياسة من البيئية وعلم البيئة العميق والنسوية والسلامية واللاسلطوية والتحررية الاشتراكية والديمقراطية الاجتماعية والاشتراكية البيئية و/أو علم البيئة الاجتماعي. بزغت السياسة الخضراء كفلسفة جديدة جمعت ما بين أهداف هذه الحركات التي نما تأثيرها خلال سبعينيات القرن الماضي. لا يجب الخلط ما بين حركة حزب الخضر السياسية وحقيقة وجود بعض الأحزاب الفاشية وأحزاب أقصى اليمين التي ارتبطت فيها القومية مع نوع من السياسة الخضراء يروج للمذهب البيئي كشكل من الفخر بالأرض الأم. وفقاً لما ذكره قلة من الكتاب.

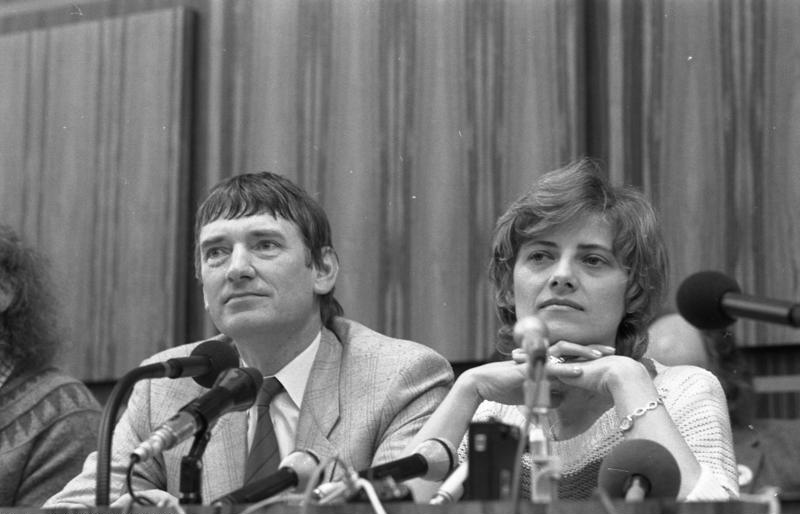
المساهمة في تأسيس حزب الخضر الألماني بترا كيلي، برفقة العضو السابق في مجلس الوزراء الألماني أوتو شيلي، خلال مؤتمر صحفي عام 1983.

### التطورات المبكرة
فازت مجموعة هولندية تدعى كابوترز في يونيو من عام 1970 بخمسة مقاعد من أصل خمسة وأربعين مقعدًا في بلدية أمستردام (مجلس المدينة)، بالإضافة إلى مقعدين في مجالس لاهاي وليوفاردن، ومقعد واحد في كل من بلديات آرنم وألكمار ولايدن. تُعتبر مجموعة الكابوترز ثمرة لخطط حركة بروفو البيضاء البيئية التي اقترحت «الخطط الخضراء».
تُعد مجموعة تاسمانيا المتحدة أول حزب سياسي أُنشئ على أساس بيئي، والتي تأسست بدورها في أستراليا في مارس من عام 1972 لمكافحة إزالة الغابات ومعارضة إنشاء سد من شأنه إلحاق الضرر ببحيرة بيدر؛ في حين حصلت على ثلاثة بالمئة فقط من أصوات انتخابات الولاية، فقد «ألهمت العالم لإنشاء أحزاب خضراء في جميع أنحاءه» وفقًا لديريك وول. أطلق اجتماع حصل في جامعة فيكتوريا في ويلينغتون، نيوزيلندا، حزب القيم الذي يُعتبر أول حزب أخضر عالمي ينافس على مقاعد البرلمان على المستوى الوطني. انطلق حزب «الشعب في المملكة المتحدة» إلى حيز الوجود بصفته أول حزب أخضر في أوروبا في نوفمبر من عام 1972.
لا يُعد الحزب الأخضر الألماني أول حزب أخضر في أوروبا يُنتخب أعضاؤه على المستوى الوطني، وقد تشكل هذا الانطباع عنهم نتيجةً لجذبهم انتباه وسائل الإعلام بشكل كبير: نازع حزب الأخضر الألماني في انتخاباته الوطنية الأولى في الانتخابات الفدرالية التي حصلت في عام 1980. بدأ هذا الحزب على شكل تحالف مؤقت بين المجموعات المدنية والحملات السياسية التي شعرت أن الأحزاب التقليدية لم تعبّر عن مصالحها. بعد خوض الانتخابات الأوروبية في عام 1979، عقدت هذه المجموعات مؤتمرًا حدد أربعة أركان للحزب الأخضر، والتي يمكن أن تتفق عليها أساسًا لبرنامج مشترك في تحالف يُعتبر منصة الحزب الأصلي: دمج هذه المجموعات معًا في حزب واحد. استخدم العديد من الأحزاب الخضر حول العالم بيان المبادئ هذا منذ ذلك الحين. يُعد هذا الحزب أول من صاغ مصطلح «أخضر»، واعتمد رمز دوار الشمس. صاغت بترا كيلي، أحد مؤسسي الحزب الأخضر الألماني، مصطلح «الأخضر» بعد زيارتها أستراليا، ورأت تصرفات اتحاد عمال البنائين وأعمال الحظر الأخضر الخاصة بهم. فاز الخضر بسبعة وعشرين مقعدًا في برلمان بوندستاغ في الانتخابات الفدرالية التي أُجريت عام 1983.

### التطورات المتقدمة
حدث أول غزو كندي للسياسة الخضراء في المقاطعات البحرية في كندا عندما خاض أحد عشر مرشحًا مستقلًا (بما في ذلك مرشح مونتريال، ومرشح تورنتو) الانتخابات الفدرالية عام 1980 تحت راية الحزب الصغير. تسارع مرشحو الحزب الصغير بإلهام من دراسة شوماخر الاقتصادية «كل صغير جميل» لتحقيق الغرض المعلن في تلك الانتخابات، وهو طرح برنامج مناهض للأسلحة النووية. لم يُسجل حزبًا رسميًا، لكن استمر بعض المشاركين بتقديم الجهد لتشكيل الحزب الأخضر في كندا في عام 1983 (شُكل الحزب الأخضر في أونتاريو وكولومبيا البريطانية في ذلك العام). تُعد إليزابيث ماي، زعيمة الحزب الأخضر الحالي في كندا، أحد المحرضين البيئيين ومرشحي الحزب الصغير، وفي النهاية، انتُخبت عضوًا في الحزب الأخضر في الانتخابات الفدرالية الكندية التي حصلت في عام 2011.
أصبحت الرابطة الخضراء في فنلندا في عام 1995 أول حزب أخضر أوروبي يُعد جزءًا من مجلس الوزراء على مستوى الدولة. تبعه الخضر الألمان، وشكلوا حكومة مع الحزب الديمقراطي الاجتماعي الألماني «التحالف الأحمر والأخضر» الذي استمر منذ عام 1998 وحتى عام 2005. توصلوا في عام 2001 إلى اتفاق لإنهاء الاعتماد على الطاقة النووية في ألمانيا، واتفقوا على البقاء في تحالف ودعم للحكومة الألمانية بقيادة المستشار غيرهارد شرودر في الحرب الأفغانية 2001. جعلهم هذا الأمر على خلاف مع العديد من الخضر في جميع أنحاء العالم، لكنه أظهر أنهم كانوا قادرين على المبادلات السياسية الصعبة.

## مزيد من القراءة
- عبد الحميد، محمد عبد الرؤوف (2014). «السياسة الخضراء لموازنة أهداف الطاقة والبيئة: حالة دولة الإمارات العربية المتحدة». (الطبعة الأولى 2014)، مركز الإمارات للدراسات والبحوث الإستراتيجية، (ردمك 978-9948-148951)